# Lucie
Lucie este o arie protejată (arie de protecție specială avifaunistică — SPA) din Germania întinsă pe o suprafață de 8.229 ha, integral pe uscat.

## Localizare
Centrul sitului Lucie este situat la coordonatele 53°01′03″N 11°13′25″E / 53.0175°N 11.2236°E.

## Înființare
Situl Lucie a fost declarat arie de protecție specială avifaunistică în iunie 2001 pentru a proteja 29 de specii de animale.

## Biodiversitate
Situată în ecoregiunea continentală, aria protejată nu include niciun habitat protejat.
La baza desemnării sitului se află mai multe specii protejate de  păsări (29): ciocârlie-de-câmp (Alauda arvensis), pescăruș albastru (Alcedo atthis), Anser albifrons albifrons, gâscă de semănătură (Anser fabalis), barză albă (Ciconia ciconia ciconia), barză neagră (Ciconia nigra), erete de stuf (Circus aeruginosus), erete cenușiu (Circus pygargus), Cygnus columbianus bewickii, lebădă de iarnă (Cygnus cygnus), lebădă de vară (Cygnus olor), ciocănitoarea de stejar (Dendrocopos medius), ciocănitoare pestriță mică (Dendrocopos minor), ciocănitoare neagră (Dryocopus martius), presură de grădină (Emberiza hortulana), șoimul rândunelelor (Falco subbuteo), Grus grus grus, codalb (Haliaeetus albicilla), capîntortură (Jynx torquilla), sfrâncioc roșiatic (Lanius collurio), sfrâncioc mare (Lanius excubitor excubitor), ciocârlie de pădure (Lullula arborea), privighetoare (Luscinia megarhynchos), gaia roșie (Milvus milvus), codobatura galbenă (Motacilla flava), viespar (Pernis apivorus), mărăcinar (Saxicola rubetra), silvie porumbacă (Sylvia nisoria), nagâț (Vanellus vanellus).